# Liste des entreprises situées à Ivry-sur-Seine
Cet article dresse la liste des entreprises situées à Ivry-sur-Seine. On y distingue celles qui y ont leur siège social de celles qui n'y ont qu'un établissement.

## Sièges sociaux
- Centrale d'achat du groupe E.Leclerc
- Fnac
- Éditions Leconte[1]
- Éditions de l'Atelier (anciennement Éditions ouvrières)
- Interforum, filiale de distribution du groupe d'édition Editis (les entrepôts de stockage sont notamment situés à Malesherbes)
- Look Voyages
- BlueLink, filiale d'Air France spécialisée dans la gestion de la relation client
- MGI Digital Graphic Technology
- Mediamobile
- GEOS
- Telelangue
- Maison de chapeaux Hélène de Saint Lager
- Association France Volontaires
- Axelis+, logisticien de produits à forte valeur ajoutée
- Speed Distribution Logistique, transporteur spécialiste de l'Île-de-France
- Almeida, entreprise de rénovation couvrant Paris et sa proche banlieue

## Établissements
- Ancienne usine de traitement des eaux de la SAGEP
- Usine d'incinération (SYCTOM)
- Imprimerie[2] du journal Le Monde
- Addix, filiale de la société Axon, constructeur de composants électroniques, notamment de câbles et de connecteurs
- Centre de fabrication des boulangeries Kayser[3]
- Technicentre SNCF et dépôt de Paris-Austerlitz